# Sternidius batesi
Sternidius batesi es una especie de escarabajo longicornio del género Sternidius, tribu Acanthocinini, subfamilia Lamiinae. Fue descrita científicamente por Gahan en 1892.
La especie se mantiene activa durante los meses de julio y agosto.

## Descripción
Mide 4,5-6 milímetros de longitud.

## Distribución
Se distribuye por México.